# Calathea laetevirens
Calathea laetevirens är en strimbladsväxtart som beskrevs av Huber. Calathea laetevirens ingår i släktet Calathea och familjen strimbladsväxter. Inga underarter finns listade.